# Synagoge (Radun)

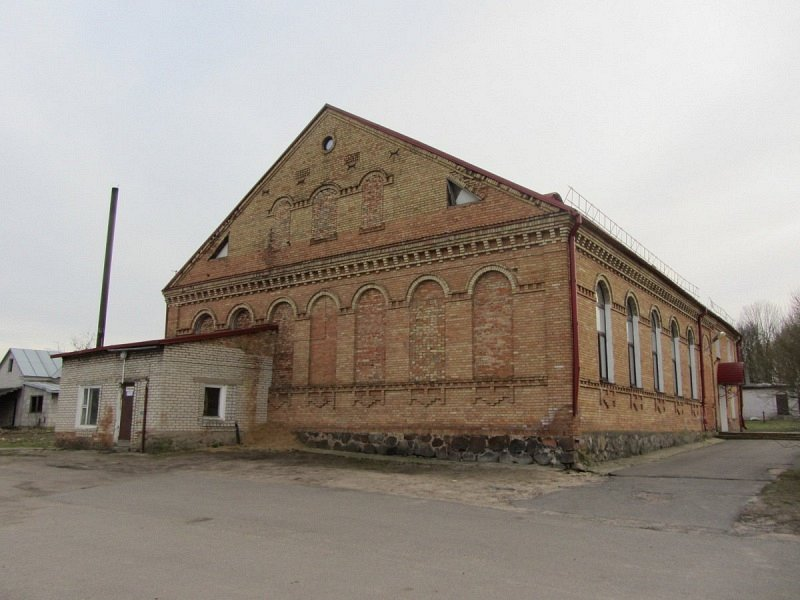
Synagoge in Radun (2014)

Die Synagoge in Radun, einem Ort in der Hrodsenskaja Woblasz im Norden von Belarus, wurde 1913 errichtet. Die Synagoge wurde nach dem Zweiten Weltkrieg zweckentfremdet.
In Radun war vor 1941 der Anteil der jüdischen Bevölkerung sehr hoch. Der überwiegende Teil der jüdischen Bevölkerung wurde von den deutschen Besatzern während des Holocausts ermordet.